# Juan Puchades
Juan Puchades (València, 1965) és un editor i crític de còmic i de música valencià. Com a historietista, se l'enquadra en la Nova Escola Valenciana.

## Biografia
L'any 1988, juntament amb Manel Gimeno, va fundar el segell La General Ediciones, que edità àlbums i la publicació teòrica El Maquinista.
A principis de la dècada de 1990, publicà diverses historietes a les revistes Exit i Camacuc.
Després de col·laborar a la Historia del tebeo valenciano (1992), va crear dos anys després els segells Lapsus! i Midons, dedicats a la cultura popular.
El 1998, juntament amb Diego Alfredo Manrique, fundà la revista musical Efe Eme, encarregant-se des d'aleshores de la seva direcció.

## Obres

### Com a historietista
- Amor Pasión (La General Ediciones, 1988)
- Adéu a la francesa, amb guió d'Alfons Cervera (Exit, 1990)
- El Doctor Von Krim (Camacuc, 1990)
- La vida es una canción (Exit, 1991)
- Los Llopis, amb guió de Joan Carles Martí (Diario 16, 1992).[1]

### Com a periodista
- Historia del tebeo valenciano, codirector (Levante EMV, 1992)
- Cómic y rock (Midons, 1995)
- Un alto en el camino. Conversaciones con Loquillo (Zona de Obras/SGAE, 2001)
- Sin vuelta atrás. Conversaciones con Ariel Rot (Zona de Obras/SGAE, 2003)
- Peret: Biografía de la Rumba Catalana, (Global Rhythm Press, 2011)